# 카르스텐 양커
카르스텐 양커(독일어: Carsten Jancker, 1974년 8월 20일, 그라베스뮐렌 ~ )는 독일의 전 축구 선수로, 선수 시절 포지션은 스트라이커였다.

## 클럽
양커는 TSG 비스마르 (TSG Wismar), 한자 로스토크, 1. FC 쾰른에서 유스 생활을 하고, 1993년 독일 분데스리가의 1. FC 쾰른에서 프로로 데뷔하였다. 1. FC 쾰른에서 두 시즌 동안 5경기에서 1골을 넣고, 오스트리아 분데스리가의 라피트 빈으로 임대되었고, 1996년 팀의 오스트리아 분데스리가 우승과 UEFA컵 위너스컵 준우승에 기여하였다.
라피트 빈에서의 우수한 활약으로, 그 해 바이에른 뮌헨으로 이적하였으며, 1996년부터 2002년까지 바이에른 뮌헨에서 뛰는 동안 네 번의 분데스리가 우승과 UEFA 챔피언스리그 준우승 등을 포함한 많은 타이틀을 거머쥐었다. 이 시기의 양커는 분데스리가 최고의 공격수로 평가받았던 브라질의 공격수 지오바니 에우베르와 제휴하였다.
2002년 바이에른 뮌헨을 떠나, 이탈리아 세리에 A의 우디네세로 이적하였지만, 삼십여 경기에서 두 골을 넣는 부진한 경기력을 보였고, 2004년 카이저슬라우테른으로 이적하면서 독일 분데스리가로 돌아왔다.
그러나 카이저슬라우테른에서도 자리를 잡지 못하고 클럽과 결별하였으며, 2006년 중국 슈퍼리그의 상하이 선화와 반 년간의 계약을 맺었다. 하지만, 부상으로 부진하면서 11경기 출장에 그쳤고, 2007년 오스트리아 분데스리가의 SV 마터스부르크 (SV Mattersburg) 로 이적해 주전 선수로 활약하며 76경기에서 21골을 넣고, 2009년 은퇴하였다.

## 국가대표팀
독일 21세 이하 대표팀을 거쳐, 1998년 독일 대표팀에 데뷔하였으며, 에리히 리베크 (Erich Ribbeck) 감독의 눈에 띄어 UEFA 유로 2000 독일 대표팀 선수 명단에 포함되었다. 루디 푈러 (Rudi Völler) 에 의해 2002년 FIFA 월드컵 독일 대표팀에도 발탁되었으며, 1998년부터 2002년까지 독일 대표팀에서 33경기에 나서 10골을 넣었다. 양커는 2001년, 독일이 잉글랜드에 5-1로 패한 경기에서 한 골을 넣었다. 2002년 FIFA 월드컵 사우디아라비아와의 1차전에서 독일은 8-0으로 승리하였는데 네번째 골을 양커가 넣었다.